# Parornix torquillella
Parornix torquillella là một loài bướm đêm thuộc họ Gracillariidae. Nó được tìm thấy ở khắp châu Âu, trừ Tây Ban Nha và các phần thuộc bán đảo Balkan.
Sải cánh dài 9–13 mm.
Ấu trùng ăn Prunus cerasus, Prunus domestica, Prunus insititia, Prunus maritima và Prunus spinosa. Chúng ăn lá nơi chúng làm tổ.